# Natteleg
Natteleg er en svensk dramafilm fra 1966 instrueret af Mai Zetterling. I hovedrollerne ses blandt andre Ingrid Thulin og Keve Hjelm.

## Handling
35-årige Jan er tynget af et snærende forhold til sin neurotiske mor. Med sin forlovede under armen vender han tilbage til barndommens land, men gensynet fremprovokerer angstfyldte minder, som filmen skildrer i flashback-sekvenser.

## Medvirkende (i udvalg)
- Ingrid Thulin som Irene
- Keve Hjelm som Jan
- Jörgen Lindström som unge Jan
- Naima Wifstrand som Astrid
- Monica Zetterlund som Lotten
- Lauritz Falk som Bruno
- Rune Lindström som Albin
- Lissi Alandh som Melissa
- Georg Årlin som Dickson
- Harry Schein som festgænger